# Amintinus subtilis
Amintinus subtilis is een keversoort uit de familie van de boorkevers (Bostrichidae). De wetenschappelijke naam van de soort is voor het eerst geldig gepubliceerd in 1939 door Pierre Lesne.